# Escuadrón suicida (película)
Escuadrón Suicida  (título original en inglés, Suicide Squad) es una película estadounidense de superhéroes de 2016 de DC Comics. La tercera entrega del Universo extendido de DC fue escrita y dirigida por David Ayer y protagonizada por un elenco que incluye a Will Smith, Jared Leto, Margot Robbie, Joel Kinnaman, Viola Davis, Jai Courtney, Jay Hernández, Adewale Akinnuoye-Agbaje, Scott Eastwood, Ike Barinholtz, Karen Fukuhara y Cara Delevingne. En la película, una agencia secreta del gobierno dirigida por Amanda Waller recluta supervillanos encarcelados para ejecutar misiones peligrosas de operaciones negras y salvar al mundo de una poderosa amenaza a cambio de sentencias reducidas.
En febrero de 2009, se estaba preparando una película de Suicide Squad en Warner Bros. Ayer firmó para escribir y dirigir en septiembre de 2014, y en octubre, el proceso de elección del elenco había comenzado. El rodaje comenzó en Toronto, Ontario, el 13 de abril de 2015, con una filmación adicional en Chicago, y finalizó en agosto de ese año.
La película se estrenó en la ciudad de Nueva York, el 1 de agosto de 2016 y se estrenó en los Estados Unidos en 2D, Real D 3D, IMAX e IMAX 3D, el 5 de agosto de 2016. Después de un fuerte debut que estableció nuevos récords de taquilla, recaudó más de $746 millones en todo el mundo, por lo que es la décima película más taquillera de 2016. Recibió comentarios generalmente negativos de los críticos, que señalaron su delgada trama percibida, dirección, edición y caracterización, aunque se elogió la actuación y el maquillaje de Robbie. Fue nominada y ganó múltiples premios en varias categorías, incluido un Oscar al Mejor Maquillaje y Peinado en la 89a. edición de los Premios de la Academia, por lo que es la primera película en el DCEU en ganar un premio de la Academia. Fue seguida por la secuela independiente, El Escuadrón Suicida (2021), en la que regresaron Robbie, Kinnaman, Davis y Courtney.

## Argumento

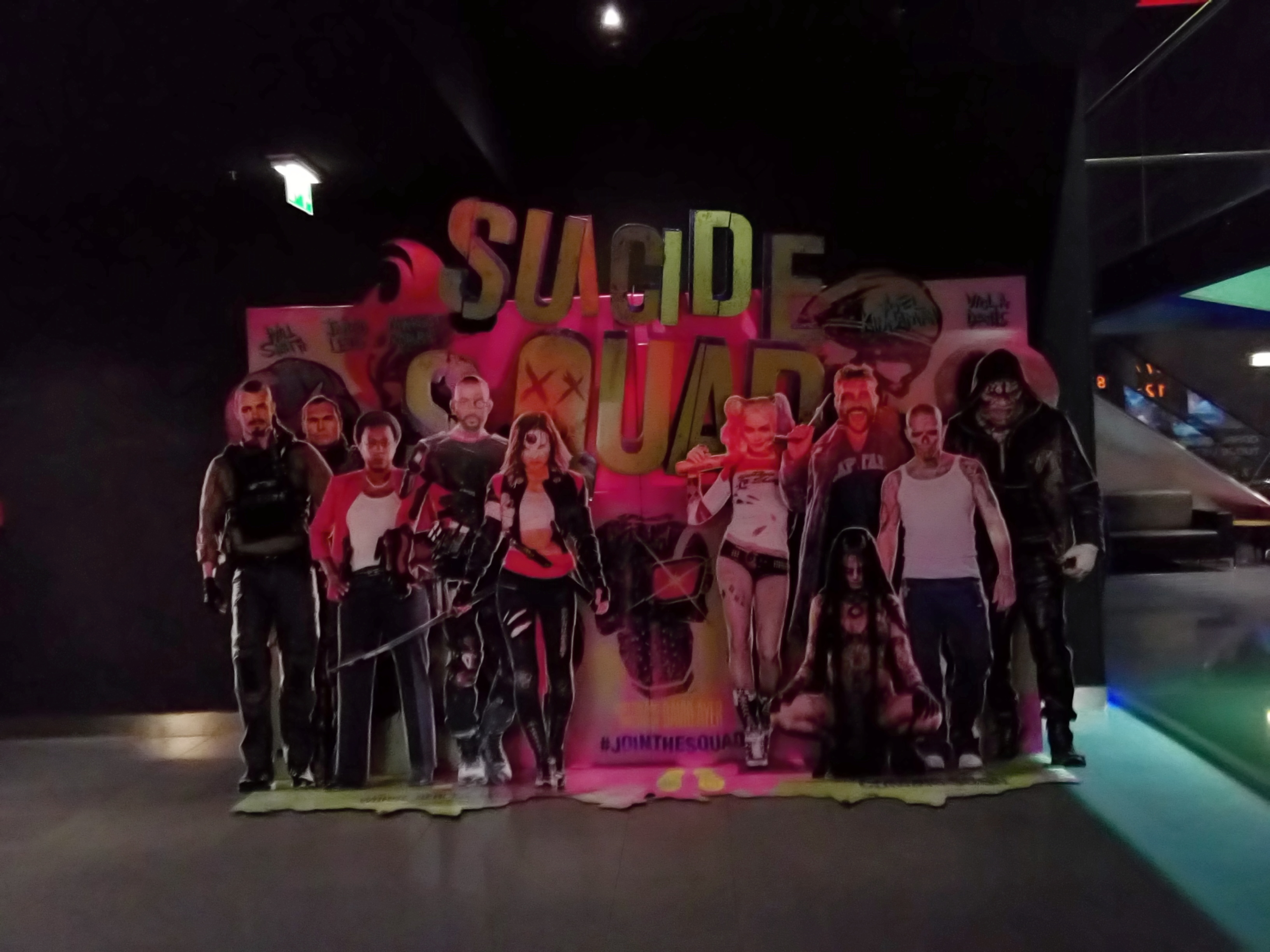
Pancarta promocional de la película.

Un nuevo día rutinario comienza en la penitenciaría Belle Reve. Floyd Lawton, alias Deadshot (Will Smith), entrena con un saco de boxeo hasta que el capitán Griggs (Ike Barinholtz) lo interrumpe para traerle comida en mal estado. Él se molesta y le promete a Griggs que cuando salga lo hará sufrir, pero el capitán retribuye su amenaza golpeándolo junto a sus compañeros. Luego Griggs visita la celda de Harley Quinn (Margot Robbie), quien al recibir una descarga eléctrica recuerda todas las torturas a las que el capitán la sometió desde que comenzó su encarcelamiento. 5 meses después de la muerte de Superman, Amanda Waller (Viola Davis) llega a Washington D.C, para tratar un asunto de seguridad nacional.
Waller se reúne en un restaurante con varios representantes del Gobierno y del Ejército de los Estados Unidos y les presenta una carpeta con los archivos de "lo peor de lo peor", la Fuerza Especial X, un equipo de respuesta de criminales y supervillanos. El equipo se utilizará para combatir amenazas metahumanas, bajo el control de Waller a través de bombas de nanitos implantadas en el cuello de cada criminal, que pueden detonarse de forma remota. Si tienen éxito, se les acortarán sus sentencias. Su informe comienza hablándoles sobre Floyd, un asesino a sueldo y experto tirador cuya única debilidad explotable era su hija Zoe (Shailyn Pierre-Dixon), que vivía en Ciudad Gótica y que gracias a la cual él pudo ser atrapado por Batman (Ben Affleck). Momentos después, Amanda habla sobre Harley, quien antes de ser manipulada por el Joker (Jared Leto) era una joven psiquiatra llamada Harleen Quinzel, quien trabajaba en el Asilo Arkham. Sin embargo, en medio de un motín perpetrado por la banda del Joker, el maniático ató a Harleen a una camilla y la sometió a terapia de electrochoque hasta que ella perdiera la cordura. Tras eso, el Joker y Harley se convirtieron en los reyes del crimen de Ciudad Gótica, siendo esta última cómplice en la muerte del compañero de Batman, Robin, a manos del Joker y el payaso se encargó de asesinar a cualquiera que le faltara el respeto a su reina, como el mafioso Monster T (Common) en una ocasión. Pero después de una vertiginosa persecución encabezada por Batman y su Batmóvil, Harley fue atrapada por el murciélago, mientras que el Joker por otro lado consigue escapar del lugar. Posteriormente, Waller les presenta a George "Digger" Harkness, alias Capitán Boomerang (Jai Courtney), un ladrón sin honor oriundo de Australia que mientras realizaba un robo a una joyería en Ciudad Central fue atrapado por Flash (Ezra Miller), un metahumano velocista. Luego Waller les habla sobre Chato Santana, alias El Diablo (Jay Hernández), un metahumano con poderes piroquinéticos que se entregó voluntariamente a las autoridades tras perder al amor de su vida y a sus hijos en un accidente provocado por sus poderes de fuego. Luego ella les menciona a Waylon Jones, alias Killer Croc (Adewale Akinnuoye-Agbaje), un criminal con una rara enfermedad genética que le confirió la apariencia de un reptil, el cual fue ahuyentado de Ciudad Gótica por Batman, pero fue capturado por sus hombres en una alcantarilla mientras buscaba un nuevo refugio.
Para terminar el informe, Waller les habla sobre la Encantadora, el espíritu de una bruja de seis mil años de edad encerrado en un vial que poseyó el cuerpo de la arqueóloga June Moone (Cara Delevingne). Sabiendo que toda bruja tiene un corazón sepultado y que esta sería controlada por aquella persona que lo encontrara, Waller hizo que sus hombres regresaran a la cueva visitada por la Dra. Moone para buscar su corazón. Sin embargo, para asegurar el control de ese inusual equipo, Waller propone al mejor oficial de fuerzas especiales de la nación: Rick Flag (Joel Kinnaman), al cual manipuló para que se enamorara de June y de esa manera poder tenerla controlada.
Días después, los contactos de Waller en el gobierno le organizan una reunión frente a la cúpula del Pentágono para exponer su plan. Al escuchar sobre un grupo de asesinos y monstruos comandados por el Gobierno para luchar contra el próximo Superman, en caso de que este fuera un enemigo de la nación, los presentes toman la idea de Waller como un mal chiste; sin embargo, cambian de parecer cuando June invoca a la Encantadora y esta se teletransporta hacia Teherán, para regresar con una carpeta de información secreta del Ministerio de Defensa iraní.
Después de obtener la aprobación para la formación de la Fuerza Especial X, Waller y Flag visitan Belle Reve para conocer a los candidatos elegidos y comprobar si eran óptimos para formar parte del equipo. Tras presenciar una excepcional demostración de puntería de Floyd, Flag se reúne en privado con Waller y le pide reconsiderar la idea de formar un equipo de fenómenos, ya que él y su grupo de fuerzas especiales podían obtener mejores resultados en cualquier tipo de misión. No obstante, Waller le pide que la deje de molestar o sino June pagaría por sus errores.
Por otro lado, en un lugar sin especificar, Jonny Frost (Jim Parrack) regresa y ve al Joker devastado y extrañando a Harley por haberla dejado con Batman, a pesar de que se dibujo una risa en el rostro, Frost le informa que tras muchos meses de arduo trabajo, finalmente habían localizado el lugar donde Harley fue llevada tras su arresto. Horas más tarde, Jonny Frost y parte de la banda secuestran al capitán Griggs en un casino clandestino de Luisiana y lo llevan hasta el sector de la cocina para que el Joker pueda conocerlo. Griggs queda atemorizado con solo verlo y le besa el anillo cuando este le extiende la mano en señal de superioridad. Tras eso, el payaso se le sienta encima y, asegurándole que se convertirían en amigos, le dice que estaba ansioso por enseñarle sus juguetes. Esa noche en casa de Flag, el coronel no logra conciliar el sueño y de repente, June invoca dormida a la Encantadora. Al aparecer, la bruja le muestra a Flag una breve alucinación de su novia muriendo en la camilla de un hospital antes de marcharse a la casa de Waller para robar el otro vial con Incubus (Alain Chanoine), el espíritu encerrado de su hermano.
Inmediatamente viaja a la estación del metro de Midway City en donde introduce a Incubus en el cuerpo de un hombre al azar. Mientras su hermano se apodera del cuerpo, Encantadora le cuenta sus planes para destruir a la humanidad por haberlos dejado de adorar, y le pide que recupere su fuerza alimentándose de los humanos hasta que ella regrese. A continuación, retorna al cuerpo de June. Al despertar aterrorizada, la arqueóloga le pide a Flag que si algún día llegara a perder el control ante la Encantadora no dudara en matarlas a ambas.
En el metro, Incubus sigue el consejo de su hermana y se transforma en un monstruo despiadado que comienza a engullir a todas las personas que se cruzan en su camino. Minutos más tarde, cuando el gobierno es alertado del ataque no humano en Midway City, desde el Pentágono se da la orden para poner en marcha a la Fuerza Especial X. Los prisioneros seleccionados por Waller son extraídos de sus celdas y llevados a una habitación donde un equipo médico les inyecta nano bombas en el cuello. En el trayecto, el capitán Griggs le entrega a Harley un teléfono púrpura de parte de su novio, el Joker, para comunicarse con ella.
Entretanto, el Joker y su banda atacan los laboratorios Van Criss para secuestrar al científico que se encargó de crear las nano bombas subcutáneas para A.R.G.U.S para desactivar el nano de Harley. Por otro lado, varias fuerzas del ejército de los Estados Unidos intentan contener el avance de Incubus, mientras que June y Flag descienden a un nivel por debajo del metro para cumplir con un encargo especial. A los pocos minutos, Flag se comunica con la base de operaciones de Waller para reportarle que la bruja se escapó. De inmediato, Waller apuñala varias veces el corazón de Encantadora, pero ésta logra llegar ante su hermano quien le da parte de su vida hasta que logre recuperar su corazón. Tras eso, los hermanos se unen para empezar a construir una máquina que aniquilara a los humanos.
Al día siguiente, cientos de personas acuden al aeropuerto de Midway City para evacuar la ciudad. En ese momento, llegan los miembros de la Fuerza Especial X, a los que se les unen el Capitán Boomerang y un asesino apodado Slipknot (Adam Beach). Luego de que Flag les deja en claro las pautas de la misión y les informa de las nano bombas en sus cuellos, a los villanos se les da varios minutos para cambiarse de ropa y recoger las armas necesarias para cumplir con la misión. Luego Flag pone ante ellos una tableta a través de la que Waller, desde su base de operaciones, les informa de que Midway City está siendo atacada por terroristas y que la misión de ellos consiste en entrar a la ciudad para rescatar a una persona muy importante. No obstante, también les advierte que si llegan a intentar escapar o algo le pasa a Flag, todos morirán. Mientras, el Joker le envia un mensaje a Harley dentro de su vehículo diciendo: "Voy por ti", siendo testigo por parte de Floyd. Inmediatamente, el equipo se sube a un helicóptero donde se les une Tatsu Yamashiro, alias Katana (Karen Fukuhara), la guardaespaldas de Flag, que posee una espada con el poder de apresar las almas de aquellos a los que mata y que además es una justiciera solitaria en venganza por la muerte de su esposo.
Tras subirse a la aeronave, los hombres de Flag, el teniente GQ Edwards (Scott Eastwood) y la Fuerza Especial X llegan a Midway City cerca del ocaso, pero repentinamente el helicóptero es derribado por varios disparos. No obstante, todos los pasajeros (a excepción de los pilotos), consiguen sobrevivir al choque. Al tocar tierra ellos presencian la destrucción causada por Incubus junto con un gran rayo emergiendo desde el subterráneo provocado por la máquina de Encantadora. De camino al escondite del objetivo, el Capitán Boomerang le dice a Slipknot que el asunto de las nano bombas era todo una mentira y lo convence de unirse para escapar juntos. Tras eso, ambos villanos atacan a los soldados de Flag, pero Boomerang es detenido fácilmente por Katana. Slipknot por su parte se las apaña para escapar varios metros con sus cuerdas, pero Flag detona su bomba y le revienta la cabeza. Visiblemente molesto, Flag le advierte a los villanos que cualquiera de ellos podría ser el siguiente y decide centrar el foco de su amenaza en Floyd.
El equipo continúa caminando por las calles semidestruidas hasta que inesperadamente se topan con varias criaturas con las cabezas repletas de miles de ojos. Al verlos allí las criaturas se lanzan al ataque como una horda por lo que Flag y sus soldados abren fuego para detenerlos. Cuando se ven superados, al escuadrón no le queda más remedio que intervenir en la lucha, con excepción de Chato por su oposición a pelear. Cuando las criaturas raptan a Flag, Harley opta por dejar que se lo lleven y lo maten, pero Floyd la convence de salvarlo o sino todos ellos morirán. A medida que los enemigos continúan llegando, los soldados ven imposible resultar victoriosos, hasta que Floyd se sube al techo de un vehículo y acaba por sí solo con todos los enemigos. Concluida la pelea, Boomerang confronta a Chato por no haber ayudado y Floyd hace lo mismo con Flag, al notar en los ojos de los adversarios que no eran terroristas, sino personas transformadas.
Desde su base de operaciones, Waller se da cuenta de que el equipo de apoyo de Flag había sido capturado por las fuerzas de Encantadora y llevados a la estación del metro, en donde la bruja los besa y los convierte en parte de su ejército de monstruos. Por otro lado, Flag y la Fuerza Especial X llegan al edificio federal John F. Ostrander para rescatar a su objetivo, pero Harley se le adelanta y toma un ascensor, en donde se enfrenta a dos monstruos de Encantadora y recibe un mensaje del Joker, informándole que está cerca. Al reunirse todos en la planta alta, se ven involucrados en otra pelea contra los monstruos. Luego de que todo el escuadrón se reúne en torno a Flag para protegerlo, exceptuando otra vez a Chato, Floyd comienza a molestarlo, hasta que consigue hacerle manifestar sus poderes para quemar al enemigo.
Con el camino despejado todos acuden a las escaleras para acceder a la parte más alta del edificio. Sin embargo, al ver la altura en la que se encuentran, la mente de Harley la retrotrae en la noche en que saltó voluntariamente a un gran contenedor de desperdicios químicos para poder ser igual que el Joker. Al principio, el payaso optó por marcharse y dejarla morir, pero luego se dio cuenta de que podría perder el amor de Harley. Al final saltó tras ella salvándola y la revivió con un beso apasionado demostrando sus sentimientos, acompañado por su risa maníaca. De vuelta en el presente, el equipo llega al último piso, y allí Floyd descubre con amargura que la persona que debían rescatar era Waller, la cual asesina a sangre fría a sus subalternos con los que estuvo atrapada en su base de operaciones para eliminar cualquier tipo de conocimiento de esa operación. Cuando el resto del equipo ve que el objetivo era Waller, intentan rebelarse para poder escapar en lugar de regresar a prisión, pero ella los detiene al mostrarles que podría hacer detonar sus bombas desde su teléfono.
A continuación, todos suben a la azotea a la espera de un helicóptero enviado para extraer a Waller. Pero cuando la aeronave aparece y Flag no consigue comunicarse con los pilotos, Waller ordena abrir fuego ya que su transporte había sido secuestrado. De pronto, el Joker y Jonny Frost abren fuego desde el helicóptero mientras el Dr. Van Criss (Matt Baram) desactiva remotamente la bomba en el cuello de Harley. En el momento que el explosivo es neutralizado, el Joker la llama y arroja una cuerda a su amada y esta corre hacia él. El plan del payaso sale a la perfección, sin embargo, Waller le ofrece a Floyd su libertad a cambio de que mate a Harley. Floyd intenta obedecer, pero en el último momento desiste y falla el disparo a propósito. Sin resignarse a perder, Waller ordena al resto de sus hombres derribar el helicóptero. 
Dentro de la aeronave el Joker y Harley se reencuentran con un fuerte beso apasionado y abrazo, diciéndole que tiene una sorpresa especialmente para ella, pero imprevisiblemente un misil los golpea de lleno y en plena caída, el Joker empuja a su novia hacia una azotea para salvarla antes de que la nave se estrelle. El Joker viendo como se separan grita, pero Harley queda devastada al ver la explosión lejana del helicóptero, mientras Waller le comunica a la Fuerza Especial X sobre el deceso del par de maníacos. A los pocos minutos, aparece otro helicóptero y se lleva únicamente a la líder de la operación, pero de improvisto, la aeronave es derribada por un tentáculo de Incubus. Waller sobrevive al choque y toma un rifle de asalto para defenderse de los monstruos de Encantadora que van a buscarla, pero pese a su esfuerzo termina siendo secuestrada.
Una vez que Flag es informado de la situación, Floyd se ve obligado a unirse al rescate de Waller, ya que sin ella no podría recuperar su libertad. Habiendo llegado a las calles, Harley llora la pérdida de su amado bajo la inesperada lluvia, pero al reencontrarse con la Fuerza Especial X se les une de inmediato aparentando que nada raro sucedió. En el metro, Incubus le quita a Waller el corazón en su posesión y se lo devuelve a Encantadora. Teniendo finalmente el poder para completar su máquina, la villana determina usar a su nueva rehén para una asignación especial.
El equipo llega al lugar donde cayó el helicóptero de Waller y allí Floyd encuentra la carpeta con todos los detalles secretos de esa misión. Rápidamente confronta a Flag para que les diga la verdad y Flag confiesa que cuando la ciudad comenzó a ser atacada por un ente no humano, él y Encantadora fueron enviados a colocar una poderosa bomba debajo del monstruo usando los poderes de la bruja. Sin embargo, al final ella los traicionó y se escapó. Cansados de tantos problemas Floyd y sus compañeros entran en un bar para tomar un trago. Allí dentro, deciden hacer un brindis en honor a los ladrones. Katana, sin embargo, se siente ofendida por esto, afirmando que no es una ladrona. Entre varias copas, Floyd analiza la situación y les recuerda a los presentes que ellos eran los malos, pero Chato le aclara que no se ve de esa manera. A continuación, se abre con el equipo y les cuenta la historia de cómo perdió a su familia por culpa de su deseo de ganar más poder del que ya tenía, para sorpresa de todos en especial del Capitán Boomerang por la muerte de los hijos de Chato.
Su punto de vista de la situación y su deseo de redimirse desencadenan una pequeña discusión con Harley, quien se molesta con él por creer que la gente como ellos podría tener un final feliz. En eso, Flag entra al bar y les confiesa con impotencia que su deseo era acabar con la bruja para salvar al amor de su vida. De repente, él desactiva las bombas y les permite hacer lo que quieran; también le entrega a Floyd todas las cartas de parte de Zoe que no le fueron entregadas. Visiblemente molesto, pero recordando por quién estaba luchando, Floyd se ve reflejado en Flag y se propone llevarlo hasta el metro para ayudarlo a completar la misión.
Al salir a la calle se les une el resto del escuadrón suicida, reticentes a dejar un trabajo inconcluso. En las inmediaciones del metro, usando las habilidades del Capitán Boomerang, descubren la máquina de Encantadora y Flag envía al teniente GQ Edwards y sus soldados a buscar la carga explosiva que quedó atrapada en un túnel inundado justo debajo del edificio donde está Encantadora, pero Killer Croc se ofrece a ayudarlos. Ambos grupos se separan para cumplir con sus encargos, mientras Katana le llora a su esposo, preparada por si muere en la batalla, mientras Floyd le asegura a Chato que si pierde el control de sus poderes podrían tener una oportunidad contra los malos. Al equipo de Floyd no se le dificulta llegar hasta Encantadora pero ésta ya era consciente de su presencia. Con el fin de motivarlos para que se unan a ella, la villana proyecta una alucinación sobre ellos que les hace vivir el mayor deseo de su corazón. El deseo de Floyd es acabar con Batman; el de Harley es tener una familia con el Joker; el de Flag es estar con June y el de Chato es estar con su familia de nuevo reunida, pero este se libera fácilmente de sus manipulaciones y consigue hacer que sus compañeros abran los ojos ante el peligro. 
Faltando poco para terminar de construir su máquina, Encantadora le pide a su hermano acabar con el escuadrón. Mientras Croc y los hombres de Flag nadan por las aguas subterráneas hasta recuperar la bomba y la colocan en el lugar acordado, los villanos atacan por turnos para intentar acabar con Incubus. Cuando todo falla, Chato, dispuesto a no perder otra familia, libera al máximo sus poderes piroquinéticos y se trasforma en un enorme monstruo de fuego con apariencia de chamán. Ambas criaturas mágicas pelean violentamente, imponiendo su fuerza para acabar con el otro. Sin embargo al momento que Chato comienza a perder el enfrentamiento, procura llevar a Incubus hasta la posición de la bomba y le ordena a Flag detonarla. De inmediato, una explosión controlada acaba con ambos contendientes, matándolos tanto a ellos como a Edwards.
Furiosa por la muerte de su hermano, Encantadora finaliza su máquina y dispara un gran rayo hacia el espacio para destruir un satélite de inteligencia de los EE. UU. A continuación, utiliza la información almacenada en la memoria de Waller para destruir con su nueva arma diferentes instalaciones secretas del gobierno a lo largo de todo el país. Inmediatamente, Flag informa que para ganar, deberían arrancarle el corazón a la bruja, pero Encantadora abandona su figura de diosa y se aleja de la máquina para aniquilarlos. Flag, Harley, Floyd, Boomerang y Katana atacan combinadamente a la villana mientras ella aparece y desaparece por sus alrededores para atacarlos desprevenidos. Una vez que Killer Croc se une al resto del equipo, la bruja le pone fin al combate.
Encantadora, sorprendida por la tenacidad de los humanos, les ofrece por última vez rendirse y unirse a ella. Harley accede de inmediato a su propuesta argumentando que no vale la pena seguir luchando para salvar a un mundo que los odia. Harley se acerca a la villana para pedirle revivir a su "Pudin", (el característico apodo del Joker), a cambio de su lealtad, pero en venganza por la muerte de Chato, ella toma la espada de Katana y corta el pecho de su enemiga para quitarle el corazón. Inmediatamente, Flag le entrega a Killer Croc un chaleco con bombas para que lo tire con fuerza al centro de la máquina, mientras que Harley le arroja su arma a Floyd para que detone las bombas con un disparo. Sumamente debilitada, Encantadora manifiesta ante Floyd una proyección de Zoe pidiéndole que no dispare, pero de todas maneras él lo hace y destruye la máquina con una gran explosión.
Cuando comienza a amanecer y se asienta el polvo de la lucha, el equipo se da cuenta de que Encantadora continúa con vida. De inmediato, Flag toma el corazón y le ordena liberar a June, pero la villana le dice burlonamente que su amada está muerta. Desolado, Flag desgarra el corazón para acabar con la bruja, pero su tristeza acaba cuando la oscuridad se desvanece y June recupera el control de su cuerpo.
Con la calma reinando, los integrantes del escuadrón se preparan para marcharse en libertad, pero Waller reaparece con su teléfono en mano dispuesta a matar a cualquiera que intente escapar. Tras darles las gracias por salvar el mundo a petición de Harley, Waller conmuta diez años en la sentencia de cada villano. Como eso no resulta ser suficiente, Floyd le pide ver a su hija; Harley le solicita un máquina para hacer expresos y Killer Croc, una TV para ver videos musicales, pero Boomerang se declara inconforme ya que diez años menos significan poco para una condena de tres cadenas perpetuas. Sin embargo no expresa mucho su descontento ya que Waller estaba totalmente dispuesta a volarle la cabeza.
Tiempo después, Floyd regresa a casa con su hija y la ayuda con su tarea de trigonometría hasta que Flag le informa que ya es hora de regresar a prisión. Al momento de la despedida él le promete a Zoe que estaba haciendo arreglos para volver a verla. Más adelante, toda la Fuerza Especial X regresa a la cotidianeidad en Belle Reve. Harley disfruta de su café mientras lee un libro, Croc pasa el tiempo viendo vídeos musicales, Boomerang es encerrado en una celda aislada, donde expresa abiertamente su ira y por último, Floyd golpea su saco de boxeo, hasta que se detiene para abrazarlo. Todo continúa con normalidad, hasta que se detona una bomba cerca de la celda de Harley y por el hueco ingresan varios agentes del SWAT. Cuando la cerradura es destruida uno de los hombres entra en la celda y se quita la máscara, revelando ser el Joker feliz en volver a verla, en eso Harley lo abraza con emoción diciéndole su característico apodo "Pudin" al saber que había sobrevivido al choque y su amado payaso la invita a volver a casa.
En la escena a mitad de créditos, Waller se reúne con Bruce Wayne en un restaurante. Ella le dice que se podría meter en un gran problema legal si alguien se entera de lo que está a punto de entregarle y también le comenta que la investigación de los eventos en Midway City podría llegar a hacerle perder su trabajo. Para calmarla, Bruce le promete su protección sólo si ella le entrega lo que él le pidió. A continuación, Waller le entrega una carpeta con información sobre Encantadora, Barry Allen, Arthur Curry (Jason Momoa) y otros metahumanos en el mundo. Waller le pregunta para que necesita esa información, pero Bruce solo se limita en decir que le gusta hacer amigos. Cuando el millonario se marcha, Waller le dice verlo cansado y le recomienda dejar de trabajar de noche, pero Bruce se da la vuelta y le ordena cancelar la Fuerza Especial X o sino él y sus amigos lo harán por ella.

## Reparto

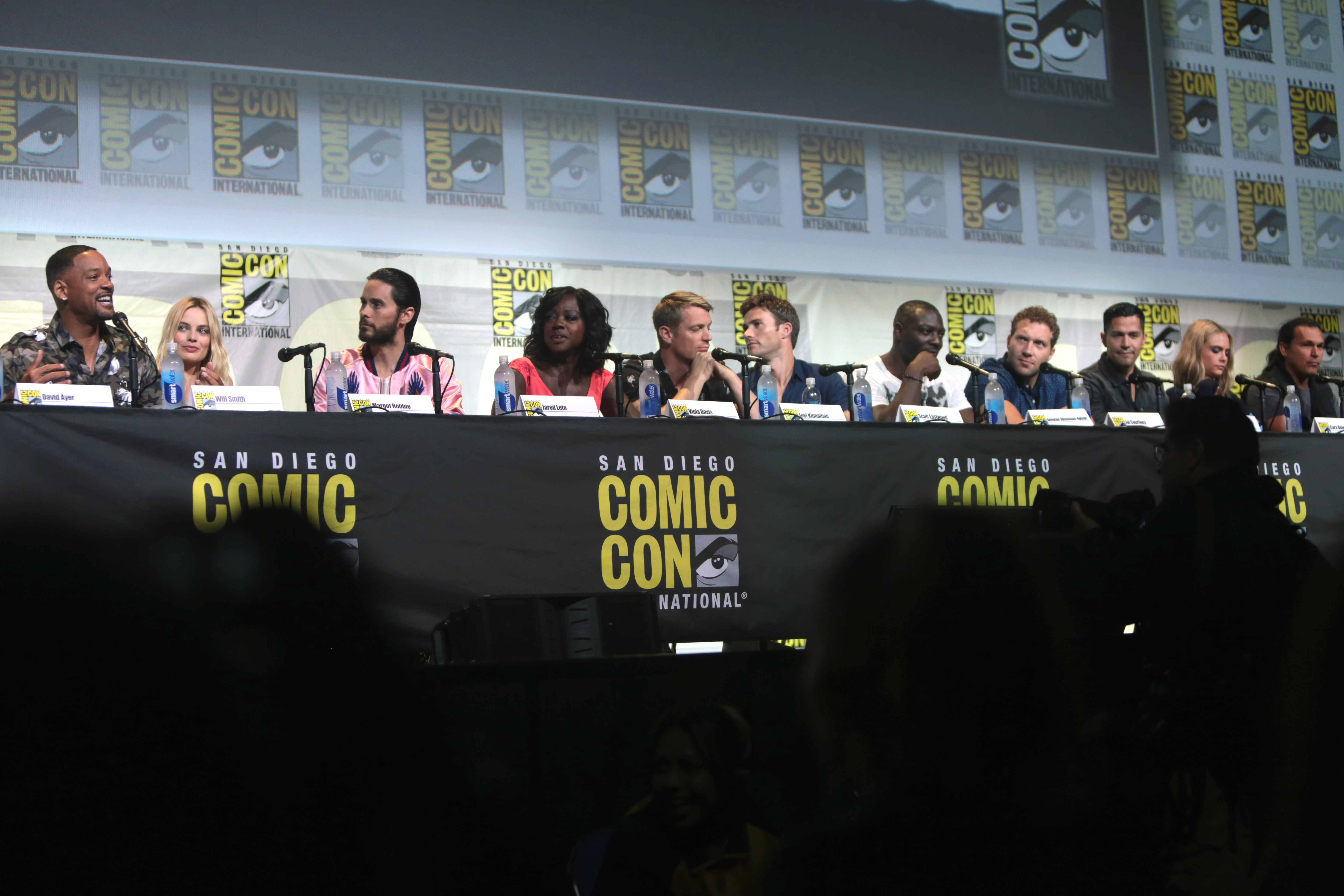
Elenco de Escuadrón Suicida en la San Diego Comic-Con del 2016. De izquierda a derecha: Will Smith, Margot Robbie, Jared Leto, Viola Davis, Joel Kinnaman, Scott Eastwood, Adewale Akinnuoye-Agbaje, Jai Courtney, Jay Hernández, Cara Delevingne y Adam Beach

- Will Smith como Floyd Lawton / Deadshot:
Un experto tirador y asesino. Un mercenario de día y un padre preocupado de noche, Deadshot es un criminal en conflicto que disfruta de la caza, pero que aún trata de hacer lo correcto con su pequeña hija.[3] Smith se ofreció simultáneamente a aparecer en Escuadrón Suicida y Día de la Independencia: Contraataque, secuela de Día de la Independencia en la que protagonizó. Smith optó por interpretar a Deadshot, diciendo que la elección no era "nada sobre las cualidades de la película, sino la elección de intentar ir hacia adelante versus aferrarse y arañar hacia atrás".[4]
- Jared Leto como el Joker:
Un jefe del crimen psicópata y el enemigo de Batman. Leto describió su papel como "casi shakesperiano" y "un hermoso desastre de un personaje"; sobre interpretar al villano, dijo: "Hice una inmersión bastante profunda. Pero esta era una oportunidad única y no podía imaginar hacerlo de otra manera. Fue divertido jugar estos juegos psicológicos. Pero al mismo tiempo fue muy doloroso". Leto nunca rompió el personaje durante el rodaje, y Smith llegó a decir que nunca lo conoció. En preparación para el papel, Leto pasó su tiempo solo, escuchó música gospel de la década de 1920, comentando que siente que "el Joker puede ser mucho más viejo de lo que la gente piensa", y leyó literatura sobre el chamanismo. Las influencias para la aparición del personaje incluyen el trabajo de Alejandro Jodorowsky.[5] Los tatuajes del Joker fueron añadidos por Ayer, quien creía que le daba al personaje un aspecto de gánster modernizado.[6]
- Margot Robbie como Dra. Harleen Quinzel / Harley Quinn:
Una ex psiquiatra en el Manicomio Arkham seducida por el Joker para convertirse en su enloquecida compañera del crimen. El productor Richard Suckle describió al personaje como "una favorita de los fanáticos. Divertida, loca, aterradora... No puedes encontrar suficientes adjetivos para describir todas las cosas diferentes que la ves hacer".[7] Robbie describió a Quinn como uno de los miembros más manipuladores de la Fuerza Especial X, y su relación con el Joker como "increíblemente disfuncional", y agrega que Quinn está "enojada con él, literalmente, enojada. Está loca. Pero ella lo ama. Y que realmente su disfuncional relación es insalubre pero adictiva".[8]
- Joel Kinnaman como Rick Flag:[9]
Un graduado de Academia Militar de los Estados Unidos y coronel de las Fuerzas Especiales del Ejército que lidera la Fuerza Especial X en el campo. Él es todo un asunto y ejecuta las órdenes de Amanda Waller, pero no siempre está de acuerdo con sus objetivos o métodos.[3] Tom Hardy fue previamente elegido para el papel, pero se vio obligado a abandonarlo debido a conflictos de programación.
- Viola Davis como Amanda Waller:[10]
La funcionaria del gobierno que da las órdenes de la Fuerza Especial X.[7] Ambiciosa y tortuosa, tiene grandes planes y tiene la intención de no dejar que ningún protocolo metahumano o militar se interponga en su camino.[3] Davis declaró que está fascinada por el personaje, destacando su psicología y fuerza y describiéndola como una "mujer negra poderosa, dura, lista para levantar un arma y disparar a cualquiera a voluntad". Ella describió a Waller como "implacable en su villanía" y señaló que sus poderes son "su inteligencia y su completa falta de culpa".[7][11]
- Jai Courtney como George "Digger" Harkness / Capitán Boomerang:
Un ladrón que usa bumeranes mortales, descrito como robusto, impredecible y bocado.[3] Sobre su papel, Courtney declaró, “él es un pantano absoluto, en el sentido más puro. La primera instrucción de David Ayer fue, 'encuentra tu bolsa de basura interna'”.[11]
- Jay Hernández como Chato Santana / El Diablo:
Un exmiembro de una pandilla de Los Ángeles que tiene poderes metahumanos que le permiten convocar llamas y transformarse en una monstruosa entidad parecida a un demonio de fuego.[11] Él ha aplastado sus poderes de conjuración de fuego a una llama solitaria como penitencia por los horrores que le infligió a sus seres queridos.[3] Hernández distingue a su personaje de sus compañeros de equipo ya que "solo quiere mantenerse al margen de la pelea", mientras que "la mayoría (de los miembros de la Fuerza Especial X) están felices de salir y matar gente".[11]
- Adewale Akinnuoye-Agbaje como Waylon Jones / Killer Croc:
Un criminal metahumano caníbal que sufre de un atavismo regresivo que lo llevó a desarrollar rasgos de reptil. Siendo un metahumano, posee una fuerza casi sobrehumana, alta resistencia y la capacidad de respirar bajo el agua. Su piel le permite soportar armas de alto calibre y abrasión de la piel.[12] Akinnuoye-Agbaje describió al personaje como "un caníbal con problemas de ira".[7]
- Cara Delevingne como June Moone / Encantadora:
Una arqueóloga poseída por una antigua fuerza malvada que la transforma en una huésped de una poderosa hechicera, cuando es convocada.[7][11] Desatada después de un largo período de encarcelamiento, la entidad llama la atención de Waller.[11] Delevingne describió a Moone como "una buscadora de aventuras que siempre quiso un poco de emoción" y a la hechicera como "un ser salvaje".[11] Con la intención de ser una recluta para la Fuerza Especial X, Enchantress busca venganza contra la humanidad por encarcelarla a ella y al alma de su hermano en artefactos después de años de adorarlos.
- Ike Barinholtz como Hunter Griggs:
Un oficial en el cuartel de seguridad especial de Belle Reve, el sitio negro donde el gobierno encarcela a la Fuerza Especial X.
- Scott Eastwood como GQ Edwards:
Un teniente de Navy SEAL que ayuda a Flag durante la misión de la Fuerza Especial X. Después de trabajar con el actor Shia LaBeouf en Fury, Ayer originalmente lo buscó para el papel, pero el estudio no estaba interesado en el actor.[13]
- Adam Beach como Christopher Weiss / Slipknot:[14]
Un mercenario, especializado en agarre táctico y escalamiento.
- Karen Fukuhara como Tatsu Yamashiro / Katana:
Una artista marcial experta viuda y espadachina que llora la muerte de su esposo.[3] Ella sirve como guardaespaldas de Rick Flag y empuña la mística espada "Tomadora de almas", capaz de atrapar las almas de sus víctimas. Como es voluntaria, no criminal, no tiene un implante de microbomba. Fukuhara declaró que Katana "tiene moral y códigos. También puede atravesar a cientos de personas sin respirar".[11]

Además, Ben Affleck interpreta a Bruce Wayne / Batman, y Ezra Miller interpreta a Barry Allen / Flash, ambos repiten sus papeles de Batman v Superman: Dawn of Justice con Miller como un cameo; mientras Jason Momoa hace una breve aparición fotográfica como Arthur Curry / Aquaman. Alain Chanoine interpreta a Incubus, el hermano de la Encantadora, que posee el cuerpo de un hombre de negocios en Midway City para tener una forma física. Jim Parrack y Common aparecen como los secuaces del Joker, Jonny Frost y Monster T, respectivamente. David Harbour interpreta al funcionario del gobierno Dexter Tolliver, Alex Meraz interpreta a Navy SEAL Gómez y Matt Baram interpreta al Dr. Van Criss, científico de los laboratorios Van Criss de la sucursal de Wayne Enterprises. Shailyn Pierre-Dixon interpreta a Zoe Lawton, la hija de Deadshot, y Corina Calderón interpreta a Grace Santana, la esposa del Diablo. David Ayer, escritor y director de la película, hace un cameo como oficial de Belle Reve.

## Producción

### Desarrollo
La película se anunció en 2009 con Dan Lin como productor, Stephen Gilchrist como coproductor y Justin Marks como guionista. David Ayer firmó para dirigir y escribir la película en septiembre de 2014. Más tarde describió la película a Empire Online como "The Dirty Dozen con supervillanos". Ayer tuvo seis semanas para escribir el guion, dado que la fecha de estreno ya estaba establecida.

### Casting
En octubre de 2014, Warner Bros. había ofrecido inicialmente a Ryan Gosling, Tom Hardy, Margot Robbie y Will Smith papeles en la película. En noviembre, TheWrap reveló que Jared Leto estaba en conversaciones para el papel del Joker, para lo cual originalmente se buscó a Gosling. El elenco principal fue anunciado por Warner Brothers en diciembre de 2014 con Smith, Hardy, Leto, Robbie, Jai Courtney y Cara Delevingne como Deadshot, Rick Flag, Joker, Harley Quinn, Capitán Bumerang y Enchantress, respectivamente. El estudio también estaba considerando a Viola Davis, Octavia Spencer y Oprah Winfrey para el papel de Amanda Waller. Tras el anuncio del reparto, el escritor de cómics John Ostrander (creador de la encarnación moderna del Escuadrón Suicida) habló con Comic Book Resources sobre el reparto y dijo: "No tengo ningún problema con el reparto... lo que realmente me impresionó con todo el reparto es que están obteniendo algunos actores muy buenos para interpretar estos roles".
En enero de 2015, Davis expresó su interés en interpretar a Amanda Waller durante una entrevista y dijo: "Estoy fascinada por [Waller]". Mientras tanto, Tom Hardy tuvo que abandonar su papel de Rick Flag debido a problemas de programación con su película El renacido. Jake Gyllenhaal, quien trabajó con Ayer en End of Watch, recibió una oferta para reemplazar a Hardy como Flag, pero lo rechazó. El estudio estaba considerando a Joel Edgerton, Jon Bernthal y Joel Kinnaman para interpretar el papel. En febrero, Jay Hernández se unió al elenco y también se confirmó que Kinnaman interpretaría a Flag. En los 87.os Premios de la Academia, se reveló que Davis había sido elegida como Amanda Waller. En marzo de 2015, se informó que el boxeador Raymond Olubawale tenía un papel no especificado en la película, y Scott Eastwood anunció que había sido elegido. Más tarde ese mes, se confirmó que Adewale Akinnuoye-Agbaje y Karen Fukuhara habían sido elegidos como Killer Croc y Katana, respectivamente. Adam Beach, Ike Barinholtz y Jim Parrack se agregaron al elenco en abril de 2015. En enero de 2016, se confirmó que Ben Affleck repetía su papel como Batman de Batman v Superman: Dawn of Justice.

### Rodaje

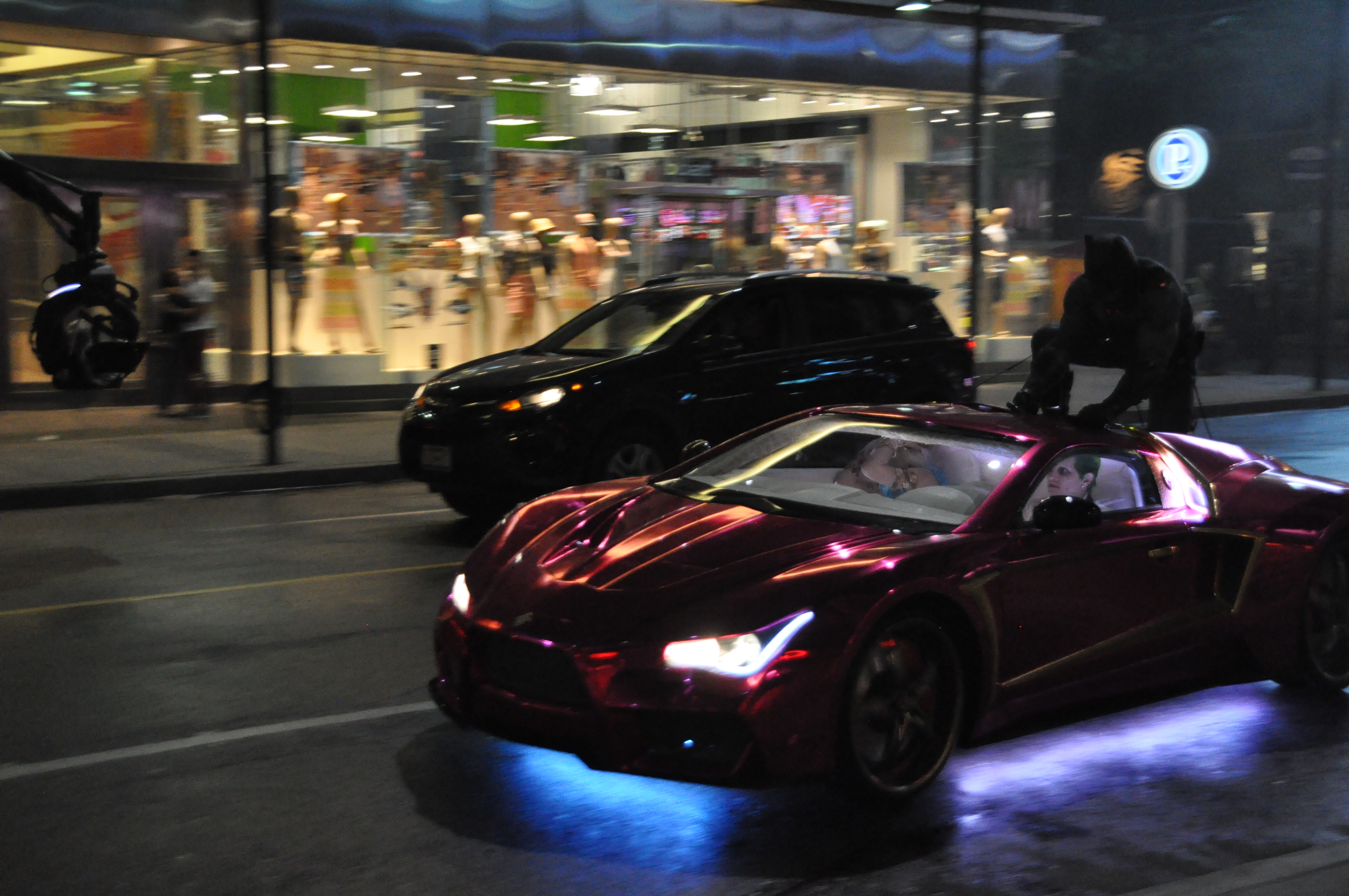
Filmación de una secuencia de persecución en la Yonge Street en el centro de Toronto en mayo del 2015

El rodaje comenzó el 13 de abril de 2015 en Toronto. El 26 y 27 de abril, la filmación tuvo lugar en Hy's Steakhouse. Una escena de "tormenta de nieve" fue filmada el 29 de abril en Adelaide St. y en Ching Lane. El 5 de mayo, se filmaron algunas escenas importantes en el centro de Toronto junto a Yonge y Dundas Square. La fotografía principal terminó en agosto de 2015 después de que se realizó una filmación adicional en Chicago, Illinois. Se produjo una filmación adicional en 2016 después del deseo de Warner de hacer un tono más alegre y cómico similar a los tráileres, especialmente porque Batman v Superman: Dawn of Justice fue criticado por ser demasiado sombrío; se informó que los reshoots costaron hasta $22 millones (más que los típicos $6-10 millones que los costos adicionales de filmación). También se confirmó que Zack Snyder filmó una escena con Flash mientras filmaba Justice League en Londres, mientras que Ayer estaba en posproducción en Escuadrón Suicida. Ayer confirmó que la película se completó el 24 de junio de 2016. A pesar de la participación de varios editores en el proceso, solo John Gilroy se nombra en la secuencia de crédito principal. Más tarde se reveló que muchas de las escenas de Jared Leto fueron omitidas del corte final. En una entrevista, Leto reveló que estaba molesto por la eliminación de su trabajo.

### Efectos visuales
Los efectos visuales son proporcionados por Moving Picture Company, Sony Imageworks, Mammal Studios y Ollin VFX y supervisados por Robert Winter, Mark Breakspaer, Gregory D. Liegey, Charlie Iturriaga y Jerome Chen como supervisor de producción.

### Música
El compositor ganador del Premio de la Academia, Steven Price, que trabajó anteriormente con Ayer en Fury, compuso la partitura para Escuadrón Suicida. «Suicide Squad (Original Motion Picture Score)» se anunció para una fecha de lanzamiento del 8 de agosto de 2016. Un álbum de la banda sonora de la película, titulado «Suicide Squad: The Album», se anunció en junio de 2016 y se lanzó el 5 de agosto de 2016. El primer sencillo del álbum, «Heathens» de Twenty One Pilots, fue lanzado el 20 de junio de 2016. El 21 de junio se lanzó un video musical de la canción, ambientado en una prisión y con imágenes de la película. «Sucker for Pain» fue lanzado como el segundo sencillo el 24 de junio. El tercer sencillo del álbum, «Purple Lamborghini» de Skrillex y Rick Ross, fue lanzado el 22 de julio. «Gangsta» de Kehlani; "Standing in the Rain" de Action Bronson, Mark Ronson y Dan Auerbach de The Black Keys; "Medieval Warfare" de Grimes; y una versión de «Bohemian Rhapsody» de Queen interpretada por Panic! at the Disco se lanzaron como cuatro sencillos promocionales el 2 de agosto, el 3 de agosto y el 4 de agosto de 2016, respectivamente, con «Medieval Warfare» y «Bohemian Rhapsody» lanzadas el mismo día.

## Estreno
Escuadrón Suicida se estrenó en el Beacon Theatre de la ciudad de Nueva York el 1 de agosto de 2016, y en Londres, el 3 de agosto de 2016. Se estrenó en los Estados Unidos y el Reino Unido el 5 de agosto de 2016, en 2D, 3D e IMAX 3D.

### Marketing
Escuadrón Suicida celebró un panel en la Comic-Con Internacional de San Diego 2015, con las estrellas Smith, Robbie, Courtney, Davis y Kinnaman entre los que aparecieron. Se estrenó un avance destinado a ser exclusivo para el evento, pero se filtró en línea, y Warner Bros. respondió afirmando que no lanzarían una versión oficial. Sin embargo, al día siguiente, Warner Bros. lanzó una versión oficial, declarando: "Warner Bros. Pictures y nuestro equipo antipiratería han trabajado incansablemente durante las últimas 48 horas para contener las imágenes del Escuadrón Suicida que fueron pirateadas desde el Hall H el sábado. No hemos podido lograr ese objetivo. Hoy vamos a lanzar el mismo metraje que ha estado circulando ilegalmente en la web, en la forma en que fue creado y de alta calidad con la que estaba destinado a ser disfrutado. Lamentamos esta decisión tal como fue nuestra intención de mantener el metraje como una experiencia única para la multitud de la Comic-Con, pero no podemos seguir permitiendo que la película esté representada por la mala calidad del metraje pirateado robado de nuestra presentación".

### Versión doméstica
Escuadrón Suicida se lanzó en Digital HD el 15 de noviembre de 2016, y en Blu-ray, 4K Ultra-HD Blu-Ray, Blu-Ray 3D y DVD el 13 de diciembre de 2016. Se incluye un corte extendido de la película en el lanzamiento de entretenimiento en el hogar, que contiene aproximadamente trece minutos de imágenes ausentes de la versión teatral. En ventas en DVD la película vendió aproximadamente $33,555,041 y en formato Blu Ray vendió aproximadamente $53,560,202 para un total de $87,115,243.

## Recepción

### Taquilla
Escuadrón Suicida fue un éxito de taquilla, recaudó $325.1 millones en los Estados Unidos y Canadá y $421.7 millones en otros territorios por un total mundial de $746.8 millones, contra un presupuesto de producción de $175 millones ($325 millones incluyendo costos de publicidad y promoción). Escuadrón Sucida fue muy esperada por el público en todo el mundo, a pesar de la recepción crítica negativa y el desempeño de la taquilla de Batman v Superman: Dawn of Justice en marzo. Se registró una apertura mundial de $267.1 millones de 59 países y el debut mundial de IMAX de $18.2 millones, ambos establecieron nuevos récords para el mes de agosto. Ese es también el segundo mejor debut mundial para una propiedad de DC después de El Origen de la Justicia ($422.5 millones) y el séptimo mejor para un título de superhéroe. The Hollywood Reporter destacó que Batman v Superman tenía la ventaja de recibir un codiciado estreno de día y fecha con China, mientras que Suicide Squad no aseguró una fecha de estreno en el país. Forbes señaló que si la película hubiera asegurado un estreno en China, bien podría haber igualado o superado el total de $773 millones de Guardianes de la Galaxia y los $782 millones brutos de Deadpool. Deadline Hollywood calculó que la ganancia neta de la película fue de $158.45 millones, al considerar todos los gastos e ingresos de la película, convirtiéndola en el décimo estreno más rentable de 2016.

#### Norteamérica
Las proyecciones para su primer fin de semana en Estados Unidos y Canadá se revisaban continuamente al alza, desde $100 millones hasta $150 millones. La película se estrenó en 4255 salas de cine, la más amplia del mes de agosto. De ellos, 382 teatros estaban en IMAX, más de 490 ubicaciones de pantallas de gran formato, más de 270 entradas para autos, más de 180 ubicaciones de D-Box y más de 200 teatros para cenar/lujo. Se inauguró el viernes 5 de agosto de 2016, en aproximadamente 11000 pantallas y ganó $65.1 millones, marcando el mayor día de apertura y un solo día de agosto, y el tercer mayor día bruto de apertura de 2016. De eso, $5.8 millones vinieron de los cines IMAX, también un nuevo registro de agosto. Esto incluye $20.5 millones que obtuvo de las previsualizaciones del jueves, que comenzaron a las 6:00 p. m., estableciendo el récord de la mayor vista previa de agosto y la segunda más grande para una película no secuela (detrás de El hombre de acero). IMAX comprendió $2.4 millones (12%) de esa cifra. Sin embargo, al igual que Batman vs Superman y Batman: el caballero de la noche asciende, la película experimentó un fuerte descenso de viernes a sábado, recaudando $38.8 millones (una caída del 41%). En total, ganó $133.7 millones en su primer fin de semana, estableciendo récords para el mes de agosto (anteriormente en manos de Guardianes de la Galaxia) y para la carrera de Will Smith (Soy Leyenda). También es el segundo debut más grande para una no secuela, detrás de Los Juegos del Hambre ($152 millones), el cuarto más grande del año y el quinto más grande para Warner Bros. IMAX compuso $11 millones de los números iniciales de 382 teatros, $200,000 antes de romper el récord de Guardianes de la Galaxia. Sin embargo, superó los $7.6 millones de Guardianes de la Galaxia en términos de pantallas prémium de gran formato que comprendieron $13 millones. Para las pantallas Cinemark XD, que obtuvieron $3.2 millones, la sexta apertura más alta.
Los números iniciales ayudaron a Warner Bros. a superar la marca de $1 mil millones en América del Norte por decimosexto año consecutivo. La película también ayudó a la venta total de boletos de fin de semana a $221.3 millones sin precedentes en agosto. Anteriormente, agosto no había excedido los $200 millones en taquilla en un solo fin de semana en América del Norte. Escuadrón Suicida obtuvo un debut masivo principalmente en las espaldas del conjunto de menores de 35 años que representaron el 76% del primer fin de semana. Las audiencias también fueron diversas, con afroamericanos e hispanoamericanos que constituyen el 41% de los clientes.
Después de su fin de semana de apertura récord, registró el mayor ingreso bruto del lunes de agosto con $13.1 millones, una caída del 56.5% desde su ingreso bruto del domingo. Esto rompió el récord anterior de Guardianes de la Galaxia de $11.7 millones, y también el mayor martes de agosto con $14.3 millones, un 9% más que su toma del lunes. La película se ha ganado el mayor viernes, sábado, domingo, lunes y martes en la historia de agosto. Ganó $179.1 millones en su primera semana de estreno, la cuarta más grande del año. A pesar de ganar $13.4 millones en su segundo viernes, la película cayó un 79%, un poco menos que la caída del 81% de Batman vs Superman. Después de un primer lugar en su primer fin de semana de estreno, la película se enfrentó a una fuerte caída del 67.2% en su segundo fin de semana, ganando un estimado de $43.8 millones para obtener el mayor resultado bruto del segundo fin de semana de agosto. También pasó la marca de $200 millones en diez días y pudo mantener el primer lugar por segunda vez consecutiva a pesar de la competencia de la comedia, La fiesta de las salchichas. Sin embargo, la caída es uno de los mayores descensos para una película de superhéroes de estudio, y para Warner Bros., que The Hollywood Reporter lo llamó "deja vu de nuevo" después de que Batman vs Superman cayó un 69% en su segundo fin de semana a principios de año. El segundo descenso del fin de semana es el segundo más grande en la historia del verano, detrás de la histórica caída del 70% de Warcraft en junio del mismo año. El sitio también destacó las posibles razones de la caída significativamente pronunciada: críticas tristes, apatía general entre los espectadores, alteración de los hábitos de ir al cine y la competencia.
Después de tres semanas de ocupar el primer puesto, No respires la superó en su cuarto fin de semana. Mantuvo el segundo lugar en su quinto fin de semana y registró su mejor retención con una disminución del -20%, al tiempo que superó el umbral de $300 millones en su trigésimo segundo día de estreno. Permaneció entre los diez primeros durante ocho fines de semana hasta caerse en su noveno fin de semana.

#### Otros territorios
A nivel internacional, Escuadrón Suicida obtuvo una liberación en aproximadamente 62 países. Fue estrenada en 57 países (70% del mercado) en conjunción con su debut en América del Norte, incluidos Francia, Corea del Sur, Australia, Rusia y la CEI, Brasil, Reino Unido, República de Irlanda, España y México a partir del miércoles , 3 de agosto. Según las grabaciones, se proyectaba que la película tendría una apertura entre $85 millones y $120 millones, lo que sería un nuevo récord de debut internacional en agosto. Deadline Hollywood señaló que aunque la película es una propiedad menos conocida, similar a Guardianes de la Galaxia, estrellas como Will Smith son mejor conocidas internacionalmente, lo que podría ayudar a la actuación de la película. Abrió el miércoles 3 de agosto de 2016 en 7 países, ganando $8.1 millones. Abrió en 50 países más el 4 y 5 de agosto, ganando $53.8 millones para un total de tres días de $64.6 millones de 57 países. Hasta el domingo 7 de agosto, entregó una apertura de cinco días de $133.3 millones de 57 países en 17630 pantallas, casi el doble del récord anterior de agosto de Guardians of the Galaxy. También estableció el récord de apertura de IMAX con $7 millones. Agregó $58.7 millones en su segundo fin de semana, una caída del 57% en 15600 pantallas en 62 territorios. Después  de dos victorias consecutivas, fue superada por la animada La vida secreta de tus mascotas en su tercer fin de semana.
Grabó el día de apertura más grande de todos los tiempos para Warner Bros. en Rusia ($3.9 millones), el día de apertura más grande de agosto en el Reino Unido ($6.2 millones), Brasil ($3 millones), Corea del Sur ($2.9 millones, también el segundo más grande Día inaugural de Warner Bros., Francia ($2.7 millones), Suecia ($564,000) y Holanda ($517,000, también la mayor apertura del año). México y España abrieron con $3.9 millones y $1.4 millones respectivamente. En términos de fin de semana de estreno, la película registró la mayor apertura de Warner Bros. de todos los tiempos en Rusia ($11.4 millones). En Brasil, a pesar de jugar en medio de los Juegos Olímpicos de Verano de 2016, logró abrir con $11.75 millones, marcando el mayor fin de semana de apertura de agosto de todos los tiempos, la mayor apertura de Will Smith y la cuarta mayor apertura para una película de superhéroes. Sus números iniciales solo la convirtieron en la segunda película más grande para el estudio allí. En Corea del Sur, aunque la película tuvo un buen comienzo, sin embargo, finalmente fue superada por The Last Princess y Operation Chromite debutando en el número 3. Ganó $10.8 millones en cinco días (miércoles a domingo). El Reino Unido e Irlanda publicaron el mayor mercado de apertura de la película con £11.25 millones ($14.8 millones) de 573 salas. Descontando avances, ofreció la tercera apertura más grande del año en el Reino Unido, detrás de Batman vs Superman (£14.62 millones) y Capitán América: Civil War (£14.47 millones). También se convirtió en la primera nueva película estrenada de agosto desde 2014 en debutar por encima de £3 millones. En otros lugares, obtuvo la mayor apertura de agosto en Australia ($10.5 millones), México ($10.4 millones) y Argentina ($2.5 millones), mientras que en España, registró la mayor apertura de DC con $3.4 millones, donde estuvo detrás de La vida secreta de tus mascotas para el fin de semana y Francia una apertura de $7.9 millones. Se estrenó en primer lugar en India para una película no local con $1.8 millones de 462 pantallas, a pesar de competir con Jason Bourne ($1.1 millones de 1027 pantallas) que también se estrenó el mismo fin de semana. A pesar de que la película posterior ocupaba el doble del número de pantalla de la primera, Escuadrón Suicida logró tomar el primer lugar. Italia abrió con un estimado de $2.2 millones en dos días, esa es la mayor apertura para Smith allí. Se abrió en primer lugar en Alemania con $6.9 millones. Se estrenó en Japón, el último mercado de la película, el 9 de septiembre, donde debutó con $3.8 millones. Terminó en el segundo lugar (y primero entre los nuevos estrenos) detrás del anime local Your Name. Con una apertura tan robusta, Variety proyectó que la película terminaría su carrera allí alrededor de $20 millones. Hasta ahora ha recaudado $9.4 millones allí.
En términos de ganancias totales, su mercado más grande fuera de Norteamérica es el Reino Unido ($43.3 millones), seguido de Brasil ($35.1 millones) y México ($27.1 millones). En dos semanas, se convirtió en la segunda película de Warner Bros. más taquillera de todos los tiempos en Brasil detrás de El Origen de la Justicia.

### Respuesta crítica

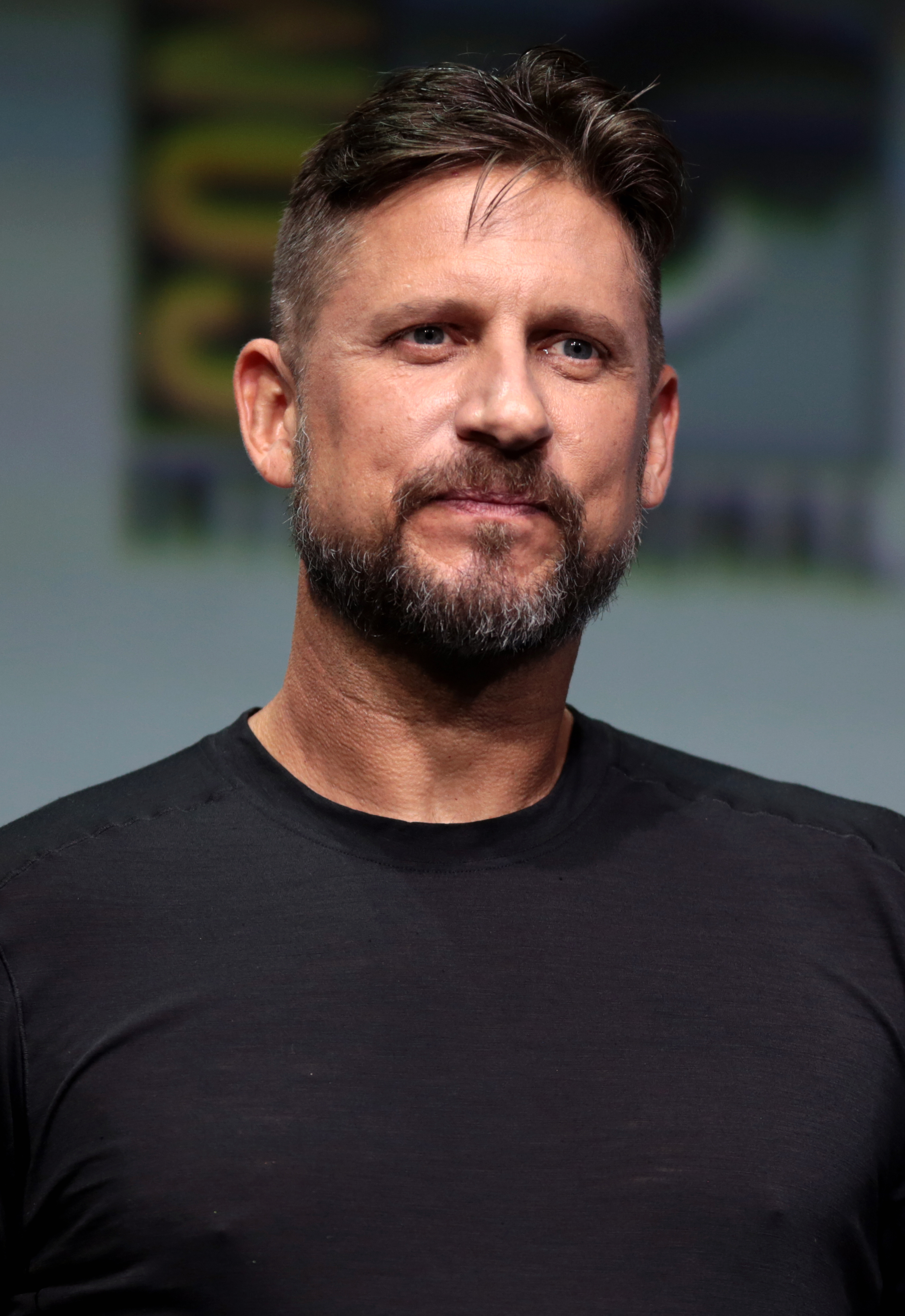
Varios meses después del estreno de la película, el escritor y director David Ayer declaró que habría hecho algunos elementos de Escuadrón Suicida de manera diferente.

Escuadrón Suicida recibió críticas mixtas y negativas de los críticos. En Rotten Tomatoes, la película tiene una calificación de aprobación del 27% basada en 367 reseñas, con una calificación promedio de 4.8/10. El consenso crítico del sitio dice: "Suicide Squad cuenta con un elenco talentoso y un poco más de humor que los esfuerzos anteriores de DCEU, pero no son suficientes para salvar el resultado final decepcionante de una trama confusa, caracteres poco escritos y dirección entrecortada". En Metacritic, la película tiene un promedio ponderado de 40 de 100, basado en 53 críticos, lo que indica "críticas mixtas o promedio". Las audiencias encuestadas por CinemaScore le dieron a la película una calificación promedio de "B +" en una escala de A + a F, mientras que PostTrak informó que los cinéfilos le dieron un puntaje positivo total del 73%.
Peter Travers, de Rolling Stone, escribió: "DC Comics intenta algo diferente con Suicide Squad, una colección estelar de villanos de lucha contra el crimen, y el resultado es todo menos súper". Richard Lawson de Vanity Fair dijo: "Escuadrón Suicida es simplemente malo. Es feo y aburrido, una combinación tóxica que significa que la violencia altamente fetichizada de la película ni siquiera tiene el emocionante cosquilleo de los malvados o el tabú". Escribiendo para The Wall Street Journal, Joe Morgenstern criticó fuertemente la película diciendo, "En una palabra, Escuadrón Suicida es basura. En dos palabras, es basura fea". Dijo además que "equivale a un ataque total contra toda la idea del entretenimiento", y calificó la película como un producto de "complacencia desvergonzada".
Chris Nashawaty, de Entertainment Weekly, le dio a la película B− diciendo: "Escuadrón Suicida comienza con ferocidad gaseosa y punk-rock antes de convertirse plano y en espiral en fórmulas familiares", y llamó al "Joker" robado de la escena de Jared Leto "perdido" y "varado en la periferia ". Concluyó diciendo: "Para DC, Suicide Squad es un pequeño paso adelante. Pero podría haber sido un salto gigante". IGN le dio a la película 5.9/10, diciendo: "Escuadrón Suicida es un sabor decididamente diferente que Batman vs Superman. Es subversivo, divertido y elegante, y tiene un gran éxito durante el primer acto. Pero luego la película se convierte en algo predecible y poco emocionante". Drew McWeeny de HitFix le dio una crítica positiva, escribiendo "Escuadrón Suicida no es la película de cómics de superhéroes convencional más oscura jamás realizada, ni siquiera es la película de acción en vivo más oscura con Batman jamás realizada. Sin embargo, es alegremente nihilista y adopta un enfoque diferente de lo que se ha convertido en una forma de historia bastante familiar en en este punto, justo en el momento en que parece que las películas de superhéroes tienen que evolucionar o morir". Brian Truitt, de USA Today, escribió: «Comparada con las de su clase, Escuadrón Suicida es un extraordinariamente estrafalario dedo corazón levantado con orgullo hacia las imperantes películas formales de superhérores».
La actuación de Margot Robbie como Harley Quinn fue bien recibida, y muchos críticos estaban deseando ver más del personaje en películas futuras. En enero de 2017, David Ayer dijo que deseaba haber hecho ciertas cosas de manera diferente en la película, incluidos elementos de la historia y también darle más tiempo en pantalla al Joker.

### Premios y nominaciones
| Año  | Premio                               | Categoría                                                     | Nominado                                                                                                 | Resultado | Ref.    |
| ---- | ------------------------------------ | ------------------------------------------------------------- | --- | --------- | ------- |
| 2016 | Critics' Choice Awards               | Mejor Actriz en una película de Acción                        | Margot Robbie                                                                                            | Ganadora  | [ 134 ] |
| 2016 | Hollywood Music in Media Awards      | Mejor Canción Original - Película de Ciencia Ficción/Fantasía | "Sucker for Pain" por Lil Wayne, Wiz Khalifa e Imagine Dragons with Logic, Ty Dolla Sign y X Ambassadors | Nominados | [ 135 ] |
| 2016 | Hollywood Music in Media Awards      | Supervisión de Música Excepcional - Película                  | Gabe Hilfer                                                                                              | Nominado  | [ 135 ] |
| 2016 | Hollywood Music in Media Awards      | Mejor Álbum Soundtrack                                        | Varios Artistas                                                                                          | Ganadores | [ 135 ] |
| 2016 | Teen Choice Awards                   | Película elegida: Anticipada                                  | Suicide Squad                                                                                            | Ganador   | [ 136 ] |
| 2016 | Teen Choice Awards                   | Actor de película elegido: Anticipado                         | Will Smith                                                                                               | Nominado  | [ 136 ] |
| 2016 | Teen Choice Awards                   | Actor de película elegido: Anticipado                         | Scott Eastwood                                                                                           | Nominado  | [ 136 ] |
| 2016 | Teen Choice Awards                   | Actriz de película elegida: Anticipada                        | Cara Delevingne                                                                                          | Ganadora  | [ 136 ] |
| 2016 | Teen Choice Awards                   | Actriz de película elegida: Anticipada                        | Margot Robbie                                                                                            | Nominada  | [ 136 ] |
| 2017 | Jupiter Awards                       | Mejor Película Internacional                                  | Suicide Squad                                                                                            | Nominado  | [ 137 ] |
| 2017 | Jupiter Awards                       | Mejor Actor Internacional                                     | Jared Leto                                                                                               | Nominada  | [ 137 ] |
| 2017 | People's Choice Awards               | Película Favorita                                             | Suicide Squad                                                                                            | Nominado  | [ 138 ] |
| 2017 | People's Choice Awards               | Película de Acción Favorita                                   | Suicide Squad                                                                                            | Nominado  | [ 138 ] |
| 2017 | People's Choice Awards               | Película de Ciencia Ficción/Fantasía Favorita                 | Suicide Squad                                                                                            | Nominado  | [ 138 ] |
| 2017 | People's Choice Awards               | Actor de Película Favorito                                    | Will Smith                                                                                               | Nominado  | [ 138 ] |
| 2017 | People's Choice Awards               | Actriz de Película Favorita                                   | Margot Robbie                                                                                            | Nominado  | [ 138 ] |
| 2017 | People's Choice Awards               | Actor de Película de Acción Favorito                          | Will Smith                                                                                               | Nominado  | [ 138 ] |
| 2017 | People's Choice Awards               | Actriz de Película de Acción Favorita                         | Margot Robbie                                                                                            | Ganador   | [ 138 ] |
| 2017 | Grammy Awards                        | Mejor recopilación de banda sonora para un medio visual       | Suicide Squad (Collector's Edition) — (Varios Artistas)                                                  | Nominados | [ 139 ] |
| 2017 | Grammy Awards                        | Mejor canción escrita para un medio visual                    | "Heathens" por Twenty One Pilots (Tyler Joseph, escritor)                                                | Nominado  | [ 139 ] |
| 2017 | Grammy Awards                        | Mejor canción escrita para un medio visual                    | "Purple Lamborghini" por Skrillex & Rick Ross (Shamann Cooke, Sonny Moore & William Roberts, escritores) | Nominado  | [ 139 ] |
| 2017 | Grammy Awards                        | Mejor interpretación de rock                                  | "Heathens" por Twenty One Pilots                                                                         | Nominado  | [ 139 ] |
| 2017 | Grammy Awards                        | Mejor canción de rock                                         | "Heathens" por Twenty One Pilots (Tyler Joseph, escritor)                                                | Nominado  | [ 139 ] |
| 2017 | Premios Óscar                        | Mejor maquillaje y peinado                                    | Alessandro Bertolazzi, Giorgio Gregorini y Christopher Nelson                                            | Ganadores | [ 140 ] |
| 2017 | NME Awards                           | Mejor Película                                                | Suicide Squad                                                                                            | Nominado  | [ 141 ] |
| 2017 | Gremio de Maquilladores y Estilistas | Mejores efectos especiales de maquillaje - Largometraje       | Christopher Nelson, Sean Sansom y Greg Nicotero                                                          | Nominado  | [ 142 ] |
| 2017 | Gremio de Maquilladores y Estilistas | Mejor maquillaje de personajes - Largometraje                 | Alessandro Bertolazzi                                                                                    | Ganador   | [ 142 ] |
| 2017 | Premios Golden Raspberry             | Peor actor de reparto                                         | Jared Leto                                                                                               | Nominado  | [ 143 ] |
| 2017 | Premios Golden Raspberry             | Peor guion                                                    | David Ayer                                                                                               | Nominado  | [ 143 ] |
| 2017 | iHeartRadio Music Awards             | Mejor canción en una película                                 | "Heathens" por Twenty One Pilots (Tyler Joseph, escritor)                                                | Nominado  | [ 144 ] |
| 2017 | Nickelodeon Kids' Choice Awards      | Banda Sonora favorita                                         | Suicide Squad (Collector's Edition) — (Various Artists)                                                  | Ganador   | [ 145 ] |
| 2017 | Premios Empire                       | Mejor maquillaje y peinado                                    | Suicide Squad                                                                                            | Nominado  | [ 146 ] |
| 2017 | MTV Movie & TV Awards                | Mejor villano                                                 | Jared Leto                                                                                               | Nominado  | [ 147 ] |
| 2017 | Billboard Music Award                | Mejor banda sonora                                            | Suicide Squad (Collector's Edition) — (Various Artists)                                                  | Nominado  | [ 148 ] |
| 2017 | Premios Saturn                       | Mejor película basada en un cómic                             | Suicide Squad                                                                                            | Nominado  | [ 149 ] |
| 2017 | Premios Saturn                       | Mejor actriz de reparto                                       | Margot Robbie                                                                                            | Nominada  | [ 149 ] |
| 2017 | Premios Saturn                       | Mejor maquillaje                                              | Allan Apone, Jo-Ann MacNeil y Marta Roggero                                                              | Nominados | [ 149 ] |

## Futuro
La escena a mitad de los créditos de la película conduce a la película Liga de la Justicia de 2017. Después del estreno y el éxito financiero de Escuadrón Suicida, Warner Bros. y DC Films anunciaron que se estaban desarrollando múltiples películas con Margot Robbie repitiendo su papel como Harley Quinn, incluyendo: Escuadrón Suicida 2, Gotham City Sirens, Aves de Presa y una película sin título centrada alrededor de Quinn y el Joker. Varias fuentes informan que los estudios planean presentar a la antiheroína en una trilogía de películas para el primer arco de la historia del personaje.

### Continuación
El Escuadrón Suicida se anunció con intención de que David Ayer regresaría como director de la primera película. Ayer dejó el proyecto para trabajar en Gotham City Sirens en su lugar. Esto siguió con la contratación de Gavin O'Connor como coguionista y director, mientras que la producción estaba programada originalmente para comenzar en octubre de 2018, aunque las similitudes del guion con Aves de Presa provocaron retrasos en la fotografía principal. James Gunn fue contratado más tarde para reescribir el guion. Fue estrenada el 6 de agosto de 2021. También se anunció que Gunn dirigirá la película.
Aunque tendrá lugar dentro del DCEU y servirá como un seguimiento, no será una secuela directa, sino un reinicio suave de la franquicia, con un equipo de personajes en su mayoría nuevos. En febrero de 2019, se confirmó que Margot Robbie volvería a interpretar su papel de Harleen Quinzel / Harley Quinn. En marzo de 2019, The Hollywood Reporter anunció que Idris Elba fue elegido como Deadshot, en reemplazo de Will Smith, quien abandonó debido a conflictos de programación. Peter Safran, quien produjo Aquaman (2018) y ¡Shazam! (2019), declaró que la película será más un reinicio suave que una secuela con personajes en su mayoría nuevos en la película. La producción está programada para comenzar más tarde ese año en septiembre en Atlanta, Georgia.
El Escuadrón Suicida fue estrenada el 6 de agosto de 2021. El 29 de marzo de 2019, se informó que Jai Courtney repetirá su papel como George "Digger" Harkness / Captain Bumerang, mientras que el 5 de abril, se informó que el personaje de Deadshot fue eliminado de la película y que Elba estaría interpretando un personaje diferente para dejar una oportunidad para que Smith regrese en el futuro. Ese mismo día, también se informó que tanto Viola Davis como Joel Kinnaman volverán a interpretar a Amanda Waller y Rick Flag. En abril de 2019, David Dastmalchian y Daniela Melchior fueron elegidos como Polka-Dot Man y El Cazador de Ratas, mientras que John Cena estaba en conversaciones para el papel de Pacificador. En mayo de 2019, se informó que Benicio del Toro estaba en conversaciones para interpretar al villano de la película.
El 10 de julio de 2019, The Hollywood Reporter anunció que Storm Reid interpretará a la hija del personaje de Idris Elba. El 19 de agosto de 2019, Flula Borg se unió al elenco. El 24 de agosto de 2019, Deadline informó que Steve Agee expresaría King Shark. Al día siguiente, Deadline informó que Nathan Fillion se había unido al elenco. El día después de eso, se reveló que Taika Waititi fue elegido para un papel no revelado. El 3 de septiembre de 2019, Deadline informó que Peter Capaldi fue elegido para un papel y Pete Davidson está en conversaciones para un papel. El 13 de septiembre de 2019, Gunn lanzó la lista completa del elenco de la película, confirmando la participación de Cena y Davidson, así como anunciando que Michael Rooker, de quien se rumoreaba anteriormente que aparecería en la película como King Shark antes de que dichos rumores fueran desacreditados, aparecería junto a Julio Ruiz, Jennifer Holland, Alice Braga, Tinahe Kajese, Sean Gunn, Juan Diego Botto, Mayling Ng y Joaquín Cosío en papeles no revelados.

#### Spin-offs
- Aves de Presa: Anunciada para estar en desarrollo con un guion de Christina Hodson. La película presentó a Quinn, después de dejar el Joker, uniéndose a otros antihéroes para proteger a Cassandra Cain del jefe del crimen de Gotham City, Roman Sionis / Black Mask. Cathy Yan sirve como directora, y la fotografía principal dura de enero a abril de 2019.[191][192] La película fue estrenada el 7 de febrero de 2020 con críticas positivas de los críticos.[193] Es la primera película en el DCEU en recibir una calificación R de la Asociación Cinematográfica de Estados Unidos.[194][195]

- Gotham City Sirens: Gotham City Sirens será dirigida por David Ayer, con un guion de Ginebra Robertson-Dworet.[151] Originalmente, el proyecto estaba programado para comenzar la producción a mediados de 2017, aunque la película se retrasó debido a la apretada agenda del equipo de producción en otros proyectos,[151] y a favor de Aves de Presa.[196][197] A pesar del retraso del proyecto, Ayer ha seguido trabajando en el desarrollo de la película.[198][199]

- Deadshot: En diciembre de 2016, una película centrada en Floyd Lawton / Deadshot se anunció en desarrollo.[200]

- Película de Joker sin título: En junio de 2018, Variety informó que Leto repetiría su papel de Joker para su propia película en solitario, además de actuar como productor ejecutivo de la película y al mismo tiempo contratar a su equipo de producción.[201] Para febrero de 2019, la película había sido cancelada y más tarde ese año se estrenó una película independiente, Joker.[166]

- Película sin título de Harley Quinn y el Joker: La película sin título de Harley Quinn y el Joker fue anunciada, con el dúo de cine Glenn Ficarra y John Requa adjuntos como coguionistas / directores / productores.[202] Para octubre de 2018, el guion se completó, y aunque el proyecto originalmente tenía la intención de comenzar la producción inmediatamente después de El Escuadrón Suicida, los cineastas han declarado que la producción comenzará una vez que finalice la filmación en Aves de Presa.[152][203][204] Para febrero de 2019, la película había sido cancelada.[166]

### Movimiento #ReleaseTheAyerCut
Tras el anuncio de Liga de la Justicia de Zack Snyder en mayo de 2020 debido a la campaña del movimiento #ReleaseTheSnyderCut, los fanáticos han comenzado una nueva campaña bajo el nombre #ReleaseTheAyerCut, que el director y escritor David Ayer apoyó. Ha solicitado ayuda para llevar su propia visión a HBO Max, donde se estrenó el corte de Snyder en 2021. Las siguientes son algunas ideas y tramas secundarias notables que se filmaron pero se omitieron, así como varias nuevas tomas y alteraciones del guion que tuvieron lugar durante la posproducción:
- Los primeros 40 minutos de la película se cortaron con secciones que podrían usarse para los flashbacks de la película.[207]
- El tercer acto se cambió con el Joker originalmente teniendo una influencia dentro de él,[208] con la mayoría de las escenas de Leto omitidas del corte teatral,[209][210] lo que molestó a Leto.[211][212]
- Diablo habría sobrevivido originalmente.[213]
- Harley Quinn, Slipknot, Batman, Enchantress y Katana originalmente tenían roles más importantes, con Katana poseída y atacando al equipo en un momento.[214]
- Las escenas que mostraban la relación abusiva de Harley y el Joker fueron eliminadas de la versión teatral.[215]
- Se agregó una línea Killer Croc para el corte teatral sin la participación de Ayer.
- Geoff Johns agregó a Quinn como cómplice del asesinato de Robin en la versión teatral.[216]
- Partes de la partitura original fueron reemplazadas con canciones pop para la versión teatral.[217]
- El montaje final se le quitó a Ayer y en su lugar se entregó a la productora de tráileres, Trailer Park, Inc.[218]

En julio de 2020, Ayer declaró cómo su visión cambió debido al éxito de Deadpool y las críticas negativas recibidas por Batman v Superman: Dawn of Justice de Snyder, destacando un avance temprano que "clavó el tono y la intención de la película que hizo.", diciendo que su" drama conmovedor fue convertido en una comedia". Más tarde ese mes, Ayer confirmó que el corte de un director para Suicide Squad "definitivamente existe" y solicitó que AT&T" lo dejara ver la luz del sol". Ayer confirmó que la novelización oficial de la película de Marv Wolfman está más cerca de su versión original que el estreno en cines. El doble de acrobacias de Affleck, Richard Cetrone, dijo que la película habría incluido "más Batman".
Muchos miembros del elenco y el equipo de Suicide Squad, y otros directores de películas o actores de DCEU, han expresado su apoyo a la publicación del corte del director.
En marzo de 2021, Ann Sarnoff, la actual presidenta y directora ejecutiva de Warner Bros., dijo que la compañía no tiene intenciones de lanzar el corte de la película de Ayer. Su comentario llevó a Ayer a comunicarse con Entertainment Weekly para explicar por qué su película no se estrenó de la manera que él quería en 2016 "simplemente asustó a los ejecutivos" para mantener vivo el interés de los fanáticos en su versión de la película. A pesar de los comentarios de Sarnoff, los fanáticos han continuado haciendo campaña por el recorte, con una tendencia en Twitter con 80 mil tuits el 22 de marzo de 2021, y nuevamente el 16 de abril de 2021, esta vez alcanzando más de 100 mil tuits.
En julio de 2021, Ayer criticó una vez más el montaje teatral de Suicide Squad en su cuenta de Twitter antes de elogiar la secuela de James Gunn, afirmando rotundamente que "el montaje del estudio no era su película".
Un fragmento de Joker y Harley Quinn en la escena del helicóptero se filtró en YouTube en febrero de 2022.
En una entrevista de abril de 2022, el actor Jay Hernandez reafirmó su apoyo al posible estreno del corte. Según Hernández, coprotagonistas como Leto y Kinnaman y todos los demás con los que había hablado apoyaban plenamente el estreno. Hernández sugirió que un streamer como HBO Max debería publicar el corte. El entrevistador TVLine se puso en contacto con representantes de HBO Max, que declararon que no había planes para publicar el corte. David Ayer dijo más tarde, en mayo, que su versión sólo requeriría terminar el trabajo de efectos visuales y que no sería necesario volver a rodar.
David Ayer organizó en octubre una proyección privada para los administradores de la cuenta oficial de Twitter del movimiento #ReleaseTheAyerCut que arrojó más luz sobre el estado de su montaje tras compartir con ellos el guion de rodaje el año anterior. En agosto de 2023, Ayer dijo que habló sobre la versión de su director con James Gunn y afirmó que probablemente se lanzará en algún momento en el futuro, pero en enero de 2024, Ayer declaró ya no apoyar el lanzamiento de su versión del director, citando la falta de interés por parte de Warner Bros. y su deseo de seguir adelante como motivo. A pesar de ello, en agosto de 2024 Ayer volvió a hacer campaña para su versión del director una vez más al cumplirse un año más del estreno de la película.